# Липницький Ісаак Оскарович
Ісаак Оскарович Липницький (25 червня 1923, Київ — 25 березня 1959, Київ) — український радянський шахіст. 2-разовий чемпіон УРСР з шахів 1949 та 1956 років. Шаховий теоретик та літератор. Педагог.

## Життєпис
Ісаак Липницький з дитинства захоплювався грою в шахи, займався у шаховому гуртку Київського палацу піонерів з 1935 року, один з найобдарованіших учнів шахіста Олександра Константинопольського.
В 1939 році у віці 16 років взяв участь у чемпіонаті України, де з результатом 8 очок з 15 можливих (+5-4=6) посів 7 місце серед 16 учасників.
Вищу освіту здобував в Київському державному університеті. У часи другої світової війни був учасником боїв за Сталінград, пройшов бойовий шлях від берегів Волги до Берліна. Був призначений представником радянського командування в Управлінні Берліна.
Кавалер двох орденів Вітчизняної війни, двох орденів Червоної Зірки, трьох медалей («За перемогу над Німеччиною», «За визволення Варшави», «За взяття Берліна»).
З 1947 року проживав у Києві. Паралельно з активними виступами, також займався тренерською діяльністю. Семиразовий учасник чемпіонатів України, дворазовий чемпіон України 1949 та 1956 років, срібний призер чемпіонату України 1950 року. Учасник трьох чемпіонатів СРСР, найкращий результат Липницького — розподіл 2-4 місць в 1950 році.
Брав участь в чемпіонатах товариства «Спартак», зокрема розділив 1-2 місця на турнірі 1950 року та посів 3-тє місце в 1955 році.
Переможець чемпіонату СРСР серед спортивних товариств у складі команди «Спартак» в 1954 році. Набравши 7 очок з 10 можливих, показав третій результат на 6-й шахівниці.
У складі збірної УРСР тричі зіграв у командних чемпіонатах СРСР, зокрема: 1951 рік — 3-тє командне місце та 3-є особисте на 2-й шахівниці (3 очка з 5 можливих), 1953 рік — 5-те командне та 1-ше місце на 1-й шахівниці (5 з 7 очок), 1955 рік — 3-тє командне місце та 2-ге особисте на 2-й шахівниці (6½ очка з 9 можливих).
Автор книг «Вибрані партії шахістів України» (з Б.Ратнером, 1953) та «Питання сучасної шахової теорії» (рос., 1956). З 1949 року постійний автор статей в журналі «Шахи в СРСР». І.Липницький керував шахової секцією Київського окружного будинку офіцерів, був директором шахового клубу Жовтневого будинку культури.
У 1967, 1976, 1979 та 1981 роках в Україні відбулися меморіальні турніри пам'яті Ісаака Липницького.

## Турнірні результати
| Рік  | Місце проведення | Турнір                                        | Результат | +  | — | = | Місце  |
| ---- | ---------------- | --------------------------------------------- | --------- | -- | - | - | ------ |
| 1939 | Дніпропетровськ  | 11-й чемпіонат України                        | 8 з 15    | 5  | 4 | 6 | 7      |
| 1948 | Київ             | 17-й чемпіонат України                        | 11 з 18   | 9  | 5 | 4 | 5 — 8  |
| 1948 | Харків           | Всесоюзний турнір кандидатів у майстри спорту | 7½ з 15   | 4  | 4 | 7 | 11     |
| 1949 | Одеса            | 18-й чемпіонат України                        | 15½ з 19  | 14 | 2 | 3 | Gold   |
| 1950 | Київ             | 19-й чемпіонат України                        | 12 з 17   | 10 | 3 | 4 | Silver |
|      | Москва           | 18-й чемпіонат СРСР                           | 11 з 17   | 8  | 3 | 6 | — 4    |
| 1951 | Москва           | 19-й чемпіонат СРСР                           | 6½ з 17   | 4  | 8 | 5 | 15 —16 |
| 1952 | Київ             | 21-й чемпіонат України                        | 8½ з 15   | 7  | 5 | 3 | 5 — 6  |
|      | Москва           | 20-й чемпіонат СРСР                           | 7 з 19    | 3  | 8 | 8 | 17     |
| 1953 | Київ             | 22-й чемпіонат України                        | 8½ з 13   | 8  | 4 | 1 | — 4    |
| 1956 | Київ             | 25-й чемпіонат України                        | 15 з 19   | 11 | 0 | 8 | Gold   |